# Hercule Poirot (radioserie)
Hercule Poirot är en radioserie av Agatha Christies romaner och noveller om Hercule Poirot som sändes på BBC Radio 4 mellan 1985 och 2007. Med undantag för de två första dramatiseringarna har serien haft John Moffatt i huvudrollen som Poirot.

## Produktion
Serien består av 27 radioversioner av Agatha Christies Hercule Poirot-berättelser, dramatiserade av Michael Bakewell och sända på BBC Radio 4.
Efter den första dramatiseringen, Mysteriet på Blå tåget från 1985 (regisserad av David Johnston), regisserades och producerades alla följande produktioner av Enyd Williams. I Williams första produktion, Hercule Poirots jul, spelade Peter Sallis Poirot, men hon mindes i The Radio Detectives att "Jag tyckte mycket om att arbeta med Peter Sallis... Men han är inte en särskilt glad person när det gäller accenter, så vi bestämde oss för att lämna det där." Hon gav därefter John Moffatt, en medlem av Radio Drama Company, rollen och han repriserade rollen i ytterligare 25 produktioner mellan 1987 och 2007.
Dramatiseringar av serien släpptes på CD och sänds regelbundet på BBC Radio 4 Extra. Enligt ett pressmeddelande i december 2020 är Hercule Poirot-avsnitten ett av de mest efterfrågade programmen på BBC Sounds tillsammans med Miss Marple. Den enda utelämnade episoden från serien var den sista Poirot-romanen - Ridå – Hercule Poirots sista fall - för vilken rättigheterna visade sig vara ouppnåeliga.

## Roller
Huvudpersonen, privatdetektiven Hercule Poirot, dyker upp i varje uppsättning och spelades av John Moffatt i alla dramatiseringar förutom de två första, där han spelades av Maurice Denham respektive Peter Sallis.
Kapten Arthur Hastings, Poirots följeslagare i flera berättelser, spelades av Simon Williams i Tretton vid bordet, ABC-morden, Badortsmysteriet, En dos stryknin och Det stumma vittnet, och Jeremy Clyde i Vem var den skyldige?. Kommissarie Japp spelades av Philip Jackson i ABC-morden, Den flygande döden, Skospännet och En dos stryknin, Norman Jones i Tretton vid bordet och Bryan Pringle i Badortsmysteriet.
Deckarförfattaren Ariadne Oliver spelades av Stephanie Cole i Mord på Allhelgonadagen och Korten på bordet, och Julia McKenzie i Långa skuggor, Mrs McGinty är död och Död mans fåfänga. Överste Race, en brittisk underrättelseagent, spelades av Donald Sinden i Döden på Nilen och Korten på bordet.
Flera skådespelare spelade olika karaktärer i separata adaptioner. Till exempel spelade Donald Sinden, som spelade överste Race, också överste Lacey i Äventyret med julpuddingen. Två andra exempel är Mary Wimbush, som spelade mrs Lorrimer i Korten på bordet och mrs Leadbetter i Högt vatten och Michael Cochrane, som spelade Sir Charles Cartwright i Tragedi i tre akter och Sir George Stubbs i Död mans fåfänga.

## Lista över avsnitt
| Nr | Titel                      | Premiärdatum      | Notering                                                                                                  |
| -- | -------------------------- | ----------------- | --- |
| 1  | Mysteriet på Blå tåget     | 29 december 1985  | 6 episoder med Maurice Denham som Poirot, regi av David Johnston.                                         |
| 2  | Hercule Poirots jul        | 24 december 1986  | Del av "Murder for Christmas", med Peter Sallis som Poirot, regi av Enyd Williams.                        |
| 3  | Dolken från Tunis          | 24 december 1987  | Del av "Crime at Christmas", med John Moffatt som Poirot, som repriserade rollen i alla kommande avsnitt. |
| 4  | Vem var den skyldige?      | 15 september 1990 | Saturday Night Theatre                                                                                    |
| 5  | Tretton vid bordet         | 18 mars 1992      | 5 episoder                                                                                                |
| 6  | Samvetskval                | 14 maj 1992       | 5 episoder                                                                                                |
| 7  | Mordet på Orientexpressen  | 28 december 1992  | 5 episoder                                                                                                |
| 8  | Mord på Allhelgonadagen    | 30 oktober 1993   | Saturday Night Theatre                                                                                    |
| 9  | Fem små grisar             | 18 juni 1994      | Saturday Night Theatre                                                                                    |
| 10 | Mord i Mesopotamien        | 26 december 1994  | 5 episoder                                                                                                |
| 11 | Döden på Nilen             | 2 januari 1997    | 5 episoder                                                                                                |
| 12 | Mord på ljusa dagen        | 6 april 1998      | 5 episoder                                                                                                |
| 13 | Begravningar är farliga    | 28 augusti 1999   | The Saturday Play                                                                                         |
| 14 | ABC-morden                 | 22 april 2000     | The Saturday Play                                                                                         |
| 15 | Badortsmysteriet           | 20 november 2000  | 5 episoder                                                                                                |
| 16 | Döden till mötes           | 25 augusti 2001   | The Saturday Play                                                                                         |
| 17 | Korten på bordet           | 4 maj 2002        | The Saturday Play                                                                                         |
| 18 | Tragedi i tre akter        | 8 juli 2002       | 5 episoder                                                                                                |
| 19 | Den flygande döden         | 3 maj 2003        | The Saturday Play                                                                                         |
| 20 | Högt vatten                | 13 oktober 2003   | 5 episoder                                                                                                |
| 21 | Skospännet                 | 30 augusti 2004   | 5 episoder                                                                                                |
| 22 | Äventyret med julpuddingen | 24 december 2004  | Afternoon Play                                                                                            |
| 23 | En dos stryknin            | 5 september 2005  | 5 episoder                                                                                                |
| 24 | Långa skuggor              | 7 januari 2006    | The Saturday Play                                                                                         |
| 25 | Mrs McGinty är död         | 3 mars 2006       | 5 episoder                                                                                                |
| 26 | Det stumma vittnet         | 7 december 2006   | Afternoon Play, 2 episoder                                                                                |
| 27 | Död mans fåfänga           | 6 augusti 2007    | 4 episoder                                                                                                |

## Mottagande
Sunday Times skrev 2004 att "Radio 4... förlitar sig på samma smarta men opublicerade kreativa trio som den har haft sedan 1980-talet: John Moffatt, som spelar Poirot med sådan finess, Michael Bakewell, som anpassar berättelserna med klarhet och tillgivenhet; och Enyd Williams, producent och regissör." Moffatts porträtt av Hercule Poirot citeras i hans dödsrunor som det definitiva radioporträttet av karaktären.